# Parasericostoma peniai
Parasericostoma peniai är en nattsländeart som först beskrevs av Schmid 1955.  Parasericostoma peniai ingår i släktet Parasericostoma och familjen krumrörsnattsländor. Inga underarter finns listade i Catalogue of Life.